# Goya-díj
A Goya-díj Spanyolország legjelentősebb évente átadásra kerülő filmes díja. 1987-ben alapították, az első díjátadásra 1987. március 16-án került sor a madridi Lope de Vega Színházban. Azóta minden év január végén-február elején megrendezik, amelynek során az előző évben készült filmeket díjazzák. Maga a díj egy kis bronz Goya-mellszobor, amelyet José Luis Fernández készített. A legelső szobor Miguel Ortiz Berrocal munkája volt.